# The Grand Inquisitor
The Grand Inquisitor è il primo EP del gruppo musicale tedesco The Ocean, pubblicato il 3 aprile 2012 dalla Pelagic Records.

## Descrizione
Il disco contiene le tre parti dell'omonima suite originariamente pubblicata nel 2010 nel sesto album Anthropocentric con l'aggiunta di una quarta parte intitolata Exclusion from Redemption, fino ad allora mai resa disponibile.

## Tracce
Lato A
1. The Grand Inquisitor I: Karamazov Baseness – 5:02
2. The Grand Inquisitor II: Roots & Locusts – 6:33

Lato B
1. The Grand Inquisitor III: A Tiny Grain of Faith – 1:55
2. The Grand Inquisitor IV: Exclusion from Redemption – 6:57